# Altyndepe
Koordinaten: 36° 51′ 28″ N, 60° 25′ 56″ O
Altyndepe (Алтын-Депе, auch Altyn Depe, „Goldener Hügel“) ist eine bronzezeitliche Stadt im Süden des heutigen Turkmenistan. Ausgrabungen haben ergeben, dass die Siedlung vom 5. Jahrtausend bis ins 18. Jahrhundert v. Chr. bewohnt war. Es handelt sich um eine der ersten städtischen Siedlungen in dieser Gegend. Die hier blühende frühbronzezeitliche Kultur kann als Vorläufer der bronzezeitlichen Oasenkultur angesehen werden. Altyndepe war mit etwa 25 Hektar eines der größeren städtischen Zentren in dieser Region.

## Lage

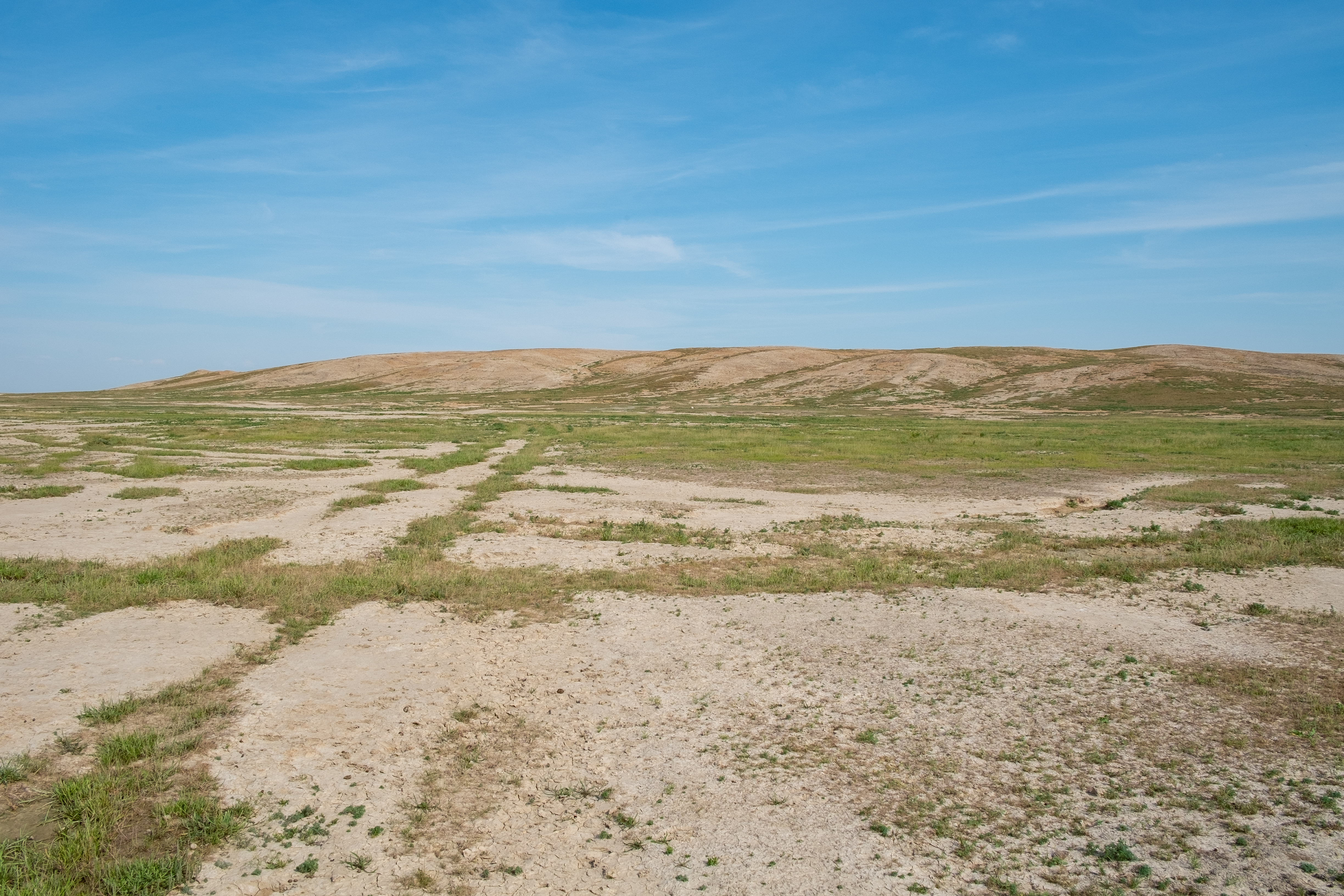
Hügel von Altyndepe

Heute liegen die Überreste der Siedlung Altyndepe im Süden des zentralasiatischen Staates Turkmenistan, in der Provinz Ahal. Die Umgebung der ehemaligen Siedlung ist heute von der lebensfeindlichen Karakum-Wüste geprägt. Nördlich von Altyndepe verläuft die M37, eine der wichtigsten Fernstraßen Turkmenistans. Altyndepe lässt sich etwa auf diesem Weg von der Oasenstadt Tejen erreichen. In der Nähe befindet sich auch das Meane-Baba-Mausoleum.

## Ausgrabungen
In den 1970er- und 1980er-Jahren wurden in der Region intensive Ausgrabungen durchgeführt, die maßgeblich von der Akademie der Wissenschaften der Sowjetunion vorangetrieben wurden. Dabei wurden mehrere Schichten freigelegt, die einen Hügel von 22 Metern Höhe bilden, wobei die tiefste Schicht in acht Metern Tiefe entdeckt wurde. Heute ist von der einst bedeutenden Siedlung nur noch dieser formlose Hügel sichtbar, weshalb die Überreste kaum von touristischer, umso mehr aber von wissenschaftlicher Bedeutung sind. Insgesamt wurden 13 Stellen innerhalb des Stadtgebiets ausgegraben. Die größte Ausgrabungsfläche (Nr. 9) liegt im Osten der Stadt. Hier wurde ein Stadtgebiet, in dem anscheinend wohlhabende Bewohner lebten, freigelegt. Bei den kleineren Ausgrabungsstätten Nr. 10 und 13 wurden Wohnviertel eher einfacher Bewohner gefunden. Ausgrabungsstätte Nr. 5 erbrachte einen Tempel. Bei Nr. 11, im Süden des Grabungshügels, befand sich ein Stadttor. Hier konnten bei einer Tiefgrabung der ursprüngliche Boden erreicht werden. Insgesamt 28 Schichten wurden unterschieden.

### Grabungsflächen
Ausgrabung 1: Grabung am Stadtrand, es fanden sich 39 Schichten, hier fanden sich vor allem Töpfereien.
Ausgrabung 3: Wohnbebauung, im Nordosten, es konnten 22 Schichten unterschieden werden.
Ausgrabung 5: größere Stadtfläche mit Wohnbebauung
Ausgrabung 7: Tempelkomplex im Osten
Ausgrabung 8: Wohnbebauung im Nordosten
Ausgrabung 9: Wohnbebauung im Süden, im Zentrum
Ausgrabung 10: größere Stadtfläche mit Wohnbebauung, im Nordosten
Ausgrabung 11: Stadttor, die Grabung ging teilweise bis an den gewachsenen Boden. Es konnten 28 Schichten unterschieden werden.
Ausgrabung 12: Wohnbebauung
Ausgrabung 13: Wohnbebauung, im Zentrum

## Siedlungsgeschichte
Die ältesten Siedlungsspuren stammen von einer sechs Hektar großen Siedlung aus dem 5. Jahrtausend vor Christus. Bereits aus dieser Zeit sind Keramiken erhalten, die auf eine für die damalige Zeit hochentwickelte Töpferkunst hindeuten. Die ältesten Schichten der Stadt fanden sich vor allem am Rande des Hügels, im Osten und Westen. Später nahm der Ort die ganze Nordhälfte ein, während noch später der ganze Hügel dicht bebaut war.
Die ausgegrabenen Siedlungsspuren aus dem 4. Jahrtausend v. Chr. deuten auf eine Verdoppelung der Siedlungsfläche auf zwölf Hektar hin. Außerdem wurden weitere Keramiken und mehrere Statuen, die vor allem Frauenkörper abbilden, gefunden.
Zu Beginn des 3. Jahrtausends bildete Altyndepe bereits ein urbanes Zentrum mit einer Fläche von 25 Hektaren. Eine Stadtmauer mit einer Dicke von bis zu zwei Metern umgab das Zentrum der Siedlung. Aus dieser Zeit wurden auch die Ruinen eines Heiligtums und mehrere Gräber freigelegt.
Die genaue chronologische Einordnung der einzelnen Schichten bereitet Schwierigkeiten. Die Keramik ist jedoch eng mit der von Namazgadepe verwandt. Die Keramikentwicklung am letzteren Fundort dient als chronologische Leitlinie für die ganze Region und auch für Altyndepe. Die Keramik in den untersten Schichten entspricht der von Namazgadepe I. Die Schichten 11 bis 15 sind wohl etwa zeitgleich mit Namazgadepe II, aber auch mit Geoksjur-Tepe 1 in der Geoksjur-Oase vergleichbar. Lyubo B. Kircho sieht die Schichten 14 bis 9 als eine Kulturphase, die er dem mittleren Eneolithikum zuordnet. Namazgadepe I und II dürften dabei den Zeitraum von 5500 bis 3500 v. Chr. abdecken. 
Lyubo B. Kircho bezeichnet die Schichten 8 bis 6 als frühe Bronzezeit. Namazgadepe III bis IV und die Siedlungen in der Geoksjur-Oase datieren wohl um 3500 bis 2700 v. Chr. und entsprechen Schichten 10 bis 4 (nach Masson). Lyubo B. Kircho bezeichnet die Schichten 5 bis 4 auch noch als frühe Bronzezeit sieht hier aber eine neue Kulturphase. Namazgadepe IV bis V um 2700 bis 2200 v. Chr. Namazgadepe V datiert um 2200 bis 1900 v. Chr., was wiederum den letzten Schichten in Altyndepe entspricht (1–3). Dies entspricht der mittleren Bronzezeit bei der Einteilung von Lyubo B. Kircho. Auffallend ist hier, dass die Keramik nicht mehr bemalt ist. In diese Phase datiert der Tempel im Osten der Stadt.

### Blütezeit
Seine Blütezeit erlebte Altyndepe am Übergang des 3. Jahrtausends zum 2. Jahrtausend v. Chr., als die Stadt das wichtigste Zentrum der frühen Zivilisationen in Zentralasien war. Die Ausgrabungen legten eine klare Gliederung in mehrere Viertel nahe, unter anderem wurde ein Handwerkerviertel mit engen Gassen, größeren Wohnblocks und zahlreichen Öfen identifiziert. Die wohlhabenden Bürger lebten im sogenannten Adelsviertel, wo breite Straßen und Häuser mit einer Fläche von bis zu 100 Quadratmetern freigelegt wurden. Zudem wurden mehrere Terrakotta-Statuen, Kunstkeramiken und Dolche aus Bronze und Kupfer gefunden. Ein Großteil der Bevölkerung war auf den Feldern in der Umgebung der Siedlung tätig, die durch Bewässerungskanäle nutzbar gemacht wurden. In dieser Zeit mag die Stadt mehrere Tausend Einwohner gehabt haben.

### Tempel

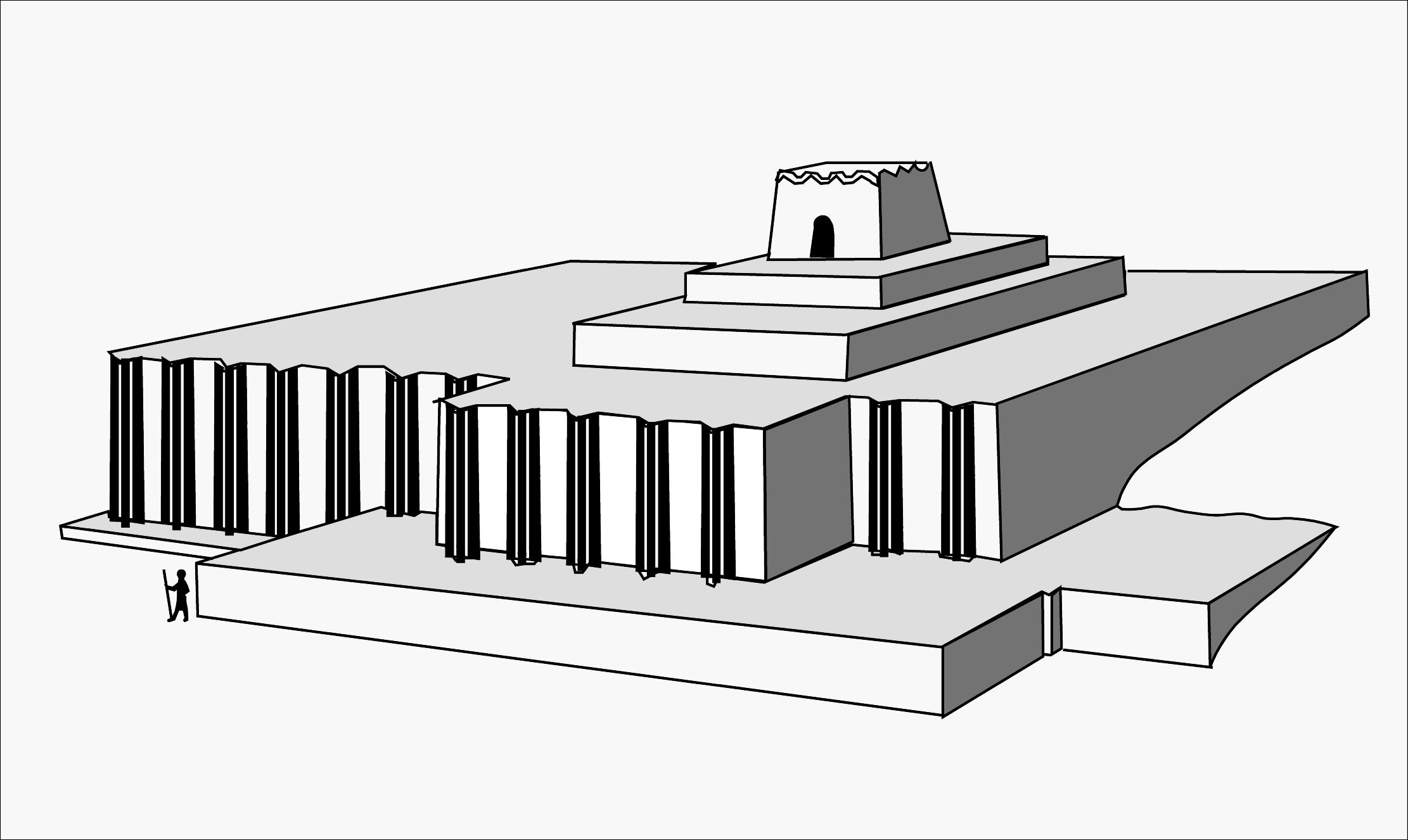
Rekonstruktionsvorschlag des Tempels von Altyndepe

Das markanteste Gebäude der ehemaligen Siedlung war eine Zikkurat mit einer Höhe von zwölf Metern und einer Seitenlänge von 26 Metern. Die Anlage war vermutlich dem Mondgott geweiht, der durch einen Stierkopf symbolisiert wurde. Dieses Bauwerk deutet in Stil und Nutzung auf einen engen kulturellen und religiösen Austausch mit den Kulturen Mesopotamiens hin. Der Bau liegt ganz im Westen der Stadt an einem Abhang. Dadurch konnte beim Bau Material eingespart werden. Die Frontseite war monumental und mehrere Meter hoch, die Rückseite liegt auf der Höhe des Abhangs. Es konnten diverse Bauphasen unterschieden werden. Südlich des Tempels stand ein großer Bau aus sechs Räumen, darunter ein langer Gang an der Nordseite. Südlich davon lagen in einer Reihe fünf Räume, alle waren durch Türöffnungen miteinander verbunden. In diesen Räumen fanden sich zahlreiche Skelette und Grabbeigaben. Der Bau scheint immer begehbar gewesen zu sein, um Rituale auszuführen. Im Laufe der Zeit wurden darüber hinaus immer neue Bestattungen hinzugefügt. Ältere Bestattungen und Knochen wurden beiseite geschoben. Nur die jeweils letzte Bestattung fand sich ungestört und die Knochen lagen in anatomisch richtiger Ordnung. Ein Raum hatte einen Altar (Raum Nr. 7). Es fanden sich noch zahlreiche Objekte, die Grabbeigaben, aber wohl auch Objekte waren, die bei Bestattungszeremonien benutzt wurden. In Raum 9 fanden sich die Reste von mindestens 11 Skeletten. Der Raum hatte 7 Nischen. Es scheint, dass jeder Raum eine bestimmte rituelle Funktion hatte. Die Skelette wurden von einem Raum zu dem nächsten gebracht, um diese Rituale zu vollziehen, dadurch fanden sich Knochen desselben Skelettes in verschiedenen Räumen.

### Wohnbauten

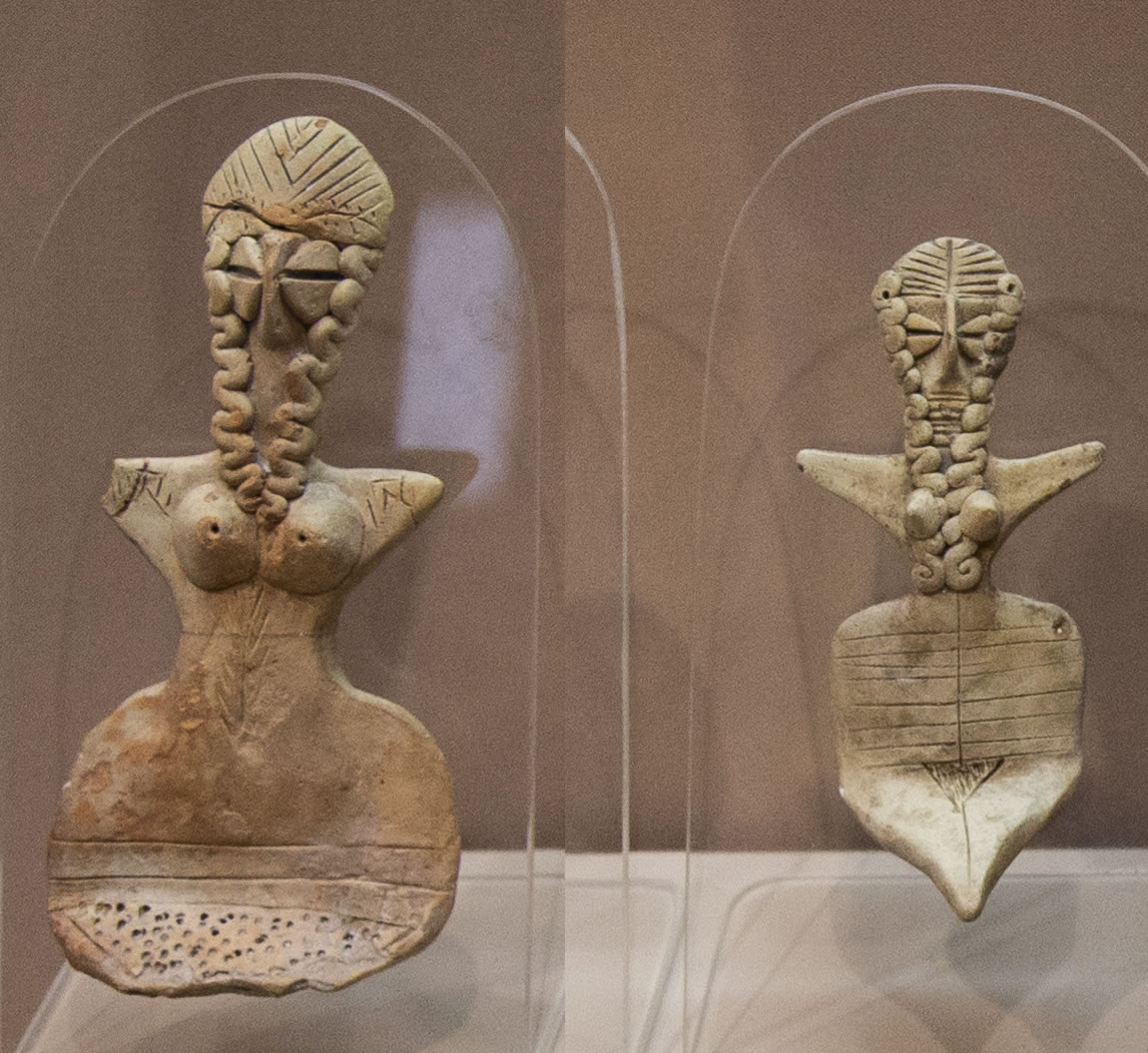
Stilisierte Tonfiguren von nackten Frauen

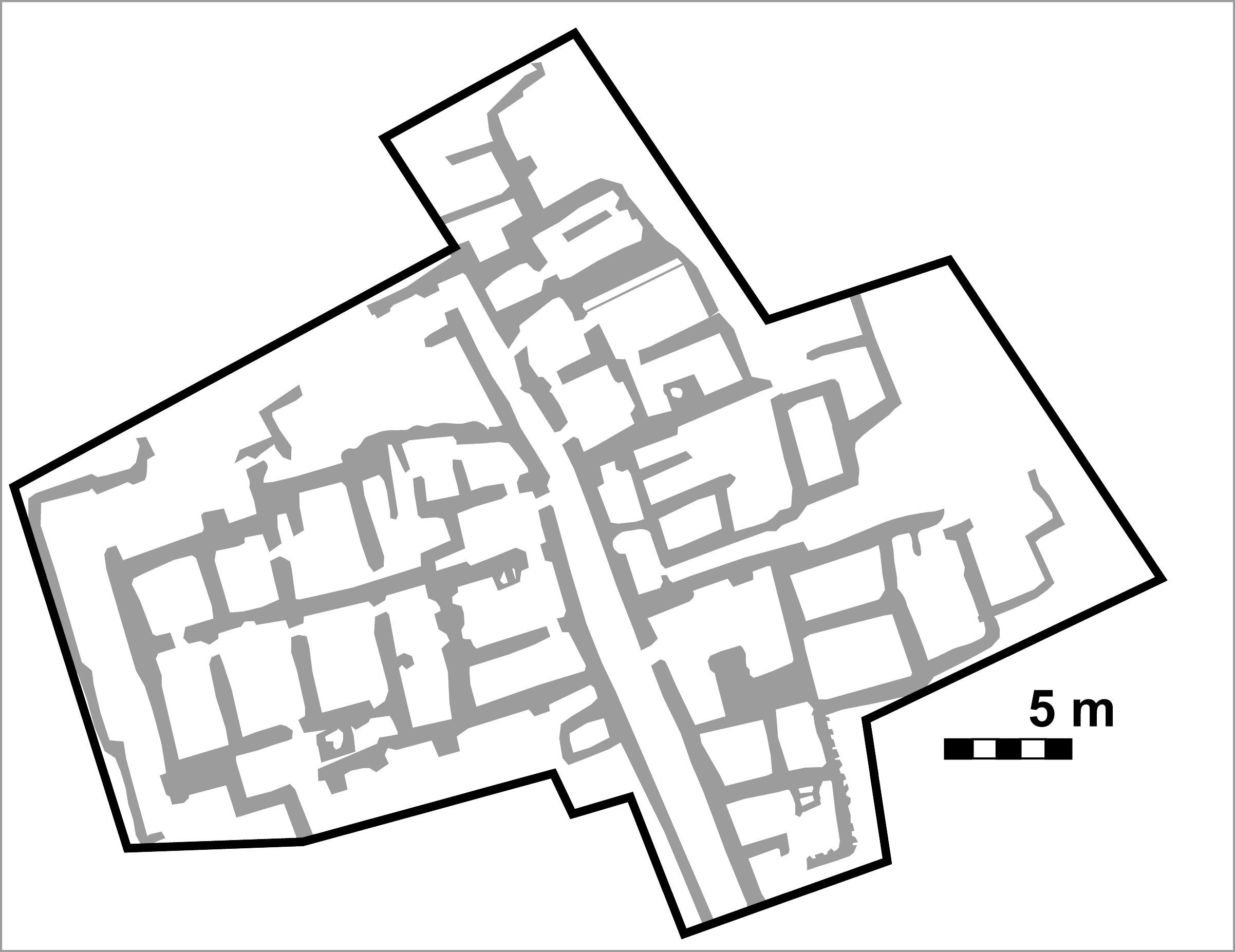
Wohnbauten aus Ausgrabung Nr. 5

Im Zentrum der Stadt wurde ein größerer Stadtteil ausgegraben, in dem offensichtlich wohlhabende Bürger lebten. Häuser und Straßen waren zum Teil rechtwinklig angelegt. Die Häuser fallen durch ihre sorgfältige Bauweise auf. Zwischen den Häusern gibt es diverse freie Plätze oder Höfe. Innerhalb der Wohnbebauung fanden sich auch zahlreiche Bestattungen in Grabkammern, die oftmals mehrere Bestattungen und Beigaben enthielten.
Etwa 50 m nördlich (Ausgrabung Nr. 5) wurde ein weiterer, größerer Teil der Stadt ausgegraben. In der Mitte der Grabungsfläche gibt es eine Straße, die ziemlich genau von Nord nach Süden führt. Zu beiden Seiten standen Häuser, die jeweils mehrere Wohneinheiten enthielten, die wiederum meist aus 4 bis 5 Räumen bestanden. In den meisten Wohnungen gab es mindestens einen Raum mit einer Feuerstelle. Es handelte sich offensichtlich um die Küchen. Die Wände waren oftmals stuckiert. Es fanden sich vereinzelt Reste von roter Farbe. In einigen Wänden gab es auch Nischen. Unter den Häusern fanden sich wiederum Bestattungen. Als Beigaben gab es Halsketten aus diversen Perlen. Manche der Toten trugen Perlengürtel.
Ein vergleichbarer Teil der Stadt wurde ganz im Nordosten des Hügels freigelegt (Ausgrabung Nr. 10). Hier fand sich eine Gasse, die zwischen zwei Gebäudekomplexe führte. Südlich gab es eine kleine Gasse. Insgesamt waren die Grundrisse nicht gut erhalten. In vielen Räumen konnten keine Türen identifiziert werden. Es gab mehrere Höfe. In diversen Räumen fanden sich Herdstellen. Es fanden sich auch in einigen Räumen Bestattungen, jedoch weniger als in den anderen Stadtteilen, auch gab es hier weniger Grabbeigaben. Zum Fundgut in den Häusern gehören Tonstatuetten und Pfeilspitzen. In einem Raum (Raum Nr. 10) gab es eine Bank, die in die Westwand hineingebaut war. Die Wand hatte auch zwei fensterartige Öffnungen in Form eines halben Kreuzes. Hier fanden sich zwei Tonfiguren von Frauen, es gab sechs weitere menschliche Figuren und solche von Tieren. Es fand sich viel Asche. Die Ausgräber vermuteten, dass es sich um ein Hausheiligtum handelte.
Altyndepe hatte Stadtmauern, die jedoch anscheinend nicht sehr stark waren. Die Stadt stand auf einem steilen Hügel, so dass dies schon genug Schutz bot. Im Süden wurde ein Stadttor (Ausgrabung Nr. 11) freigelegt. Es konnten diverse Bauphasen unterschieden werden. In der letzten Phase war das Tor etwa 15 m breit und wurde von zwei turmartigen Bauten flankiert, die auf der Außenseite mit Pilastern gegliedert waren. Die 15 m breite Zufahrt war durch drei Mauern in vier Zuwege unterteilt; drei dieser Wege waren nicht sehr breit und offensichtlich für Fußgänger gedacht. Der zweite Zugang im Osten war breiter und offensichtlich für den Wagenverkehr bestimmt.

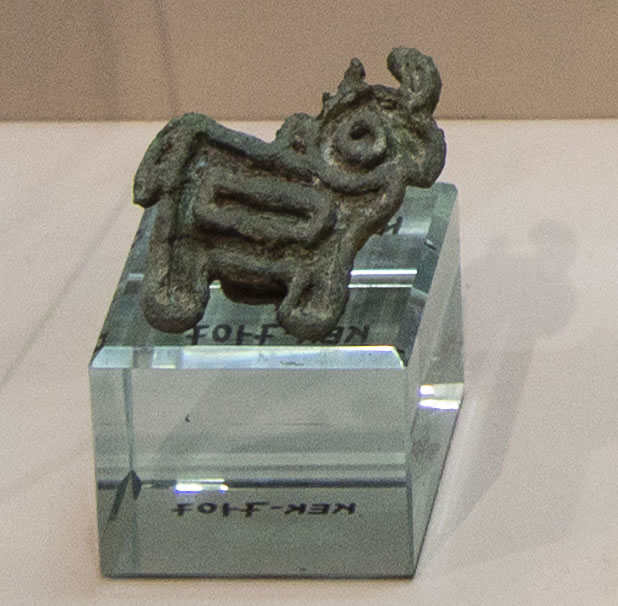
Bronzesiegel aus Altyndepe

Zum Fundgut gehört vor allem Keramik. Sie ist oftmals bemalt mit geometrischen Mustern, meist Zickzackmuster in verschiedenen Variationen. Neben der Keramik fanden sich auch Steingefäße. Besonders typisch sind auch stilisierte Frauenfiguren aus Ton. Die Frauen sind meist ohne Beine und verkürzten Armen dargestellt. Sie sind nackt. Die Vulva ist betont wiedergegeben. Die Schambehaarung ist durch Punkte angedeutet. Oftmals sind lange Haare dargestellt. Augen und Nase sind stark stilisiert. Der Mund ist oftmals nicht abgebildet. Neben den Frauenfiguren gibt es auch Tonfiguren von Bullen. Darstellungen von Männern sind seltener, aber eindeutig an den Darstellungen von Penis und Hoden zu erkennen.
Ein weiteres typisches Fundgut sind Siegel aus Bronze, Stein oder Ton. Es finden sich kreuzartige Blüten, aber auch Fabeltiere. Die Dekoration der Metallsiegel sind in Relief gearbeitet. Sie sind im Wachsausschmelzverfahren hergestellt. Die Bronze hat meist einen geringen Silbergehalt. Die vielleicht bekanntesten Funde aus der Stadt sind die goldenen Köpfe eines Bullen und eines Wolfes. Sie fanden sich beide in einem Grab beim Heiligtum der Stadt. Das Grab wurde von den Ausgräbern als Priestergrab bezeichnet. Der Fund zahlreicher Tiegel belegt die Kupferverarbeitung vor Ort.
Von besonderem Interesse sind auch zwei Siegel der Indus-Kultur, eines davon ist mit einer aus zwei Zeichen bestehenden Inschrift, das andere mit einem Hakenkreuz versehen. Zu den besonders typischen Funden gehören Kisten aus Ton, deren Außenseiten mit einem Kassettenmuster dekoriert sind. Sie ahmen vielleicht Kisten aus Holz nach und dienten möglicherweise als Aufbewahrungsort für Statuetten.

### Fuhrwesen
Modelle von zweirädrigen Karren aus der Zeit um 3000 v. Chr., die in Altyndepe gefunden wurden, sind die frühesten vollständigen Belege für das Fuhrwesen in Zentralasien. Die gefundenen Miniaturräder sind möglicherweise noch etwas älter. Nach der Art des Geschirrs zu urteilen, wurden die Karren zunächst von Rindern gezogen. Spätestens ab 2200 v. Chr. wurden auch Kamele als Zugtiere eingesetzt, wie der Fund eines kamelbespannten Wagens beweist.

### Untergang
Ab dem 18. Jahrhundert v. Chr. sind keine Spuren einer Besiedlung mehr vorhanden. Der Untergang der prosperierenden Siedlung Altyndepe ist bis heute nicht abschließend geklärt. Vermutungen reichen von einer Aufgabe der Stadt auf Grund von Wassermangel bis hin zum Einfluss von Viehzüchterstämmen, die in Zentralasien heimisch wurden.